# Robot Dreams (film)
Robot Dreams (Frans: Mon Ami Robot) is een Spaans-Franse animatiefilm uit 2023, geregisseerd en geschreven door Pablo Berger en gebaseerd op de gelijknamige strip van Sara Varon uit 2007.

## Verhaal
DOG is een eenzame hond die in de jaren 1980 in Manhattan (New York) woont. Op een dag besluit hij een robot als een vriend voor zichzelf te bouwen. Hun vriendschap groeit, totdat ze onafscheidelijk worden. Op een zomeravond wordt DOG met groot verdriet gedwongen ROBOT op het strand achter te laten.

## Productie
De productie van Robot Dreams begon midden juni 2021 in Madrid en in de tweede studio in Pamplona.

## Release en ontvangst
Robot Dreams ging op 21 mei 2023 in première op het Filmfestival van Cannes. De film kreeg positieve kritieken van de filmcritici, met een score van 100% op Rotten Tomatoes, gebaseerd op 21 beoordelingen. De film won de Europese Filmprijs voor beste animatiefilm. Hij werd op 30 november 2023 vier maal genomineerd voor de Premios Goya 2024 en won twee prijzen.

## Prijzen en nominaties
De belangrijkste:
| Jaar | Prijs                                               | Categorie                        | Genomineerde(n)                  | Uitslag     |
| ---- | --------------------------------------------------- | -------------------------------- | -------------------------------- | ----------- |
| 2024 | Premios Goya                                        | Beste bewerkt scenario           | Pablo Berger                     | Gewonnen    |
| 2024 | Premios Goya                                        | Beste animatiefilm               | Beste animatiefilm               | Gewonnen    |
| 2024 | Premios Goya                                        | Beste montage                    | Fernando Franco                  | Genomineerd |
| 2024 | Premios Goya                                        | Beste filmmuziek                 | Alfonso de Vilallonga            | Genomineerd |
| 2023 | Europese Filmprijzen                                | Beste animatiefilm               | Beste animatiefilm               | Gewonnen    |
| 2023 | Festival international du film d'animation d'Annecy | Prix Contrechamp voor beste film | Prix Contrechamp voor beste film | Gewonnen    |